# Associazione degli Acquarellisti romani
Da un'idea di Ettore Roesler Franz e da Nazzareno Cipriani la Associazione degli Acquarellisti romani iniziò ad operare nel 1875 e presentò nel 1876 la sua prima mostra collettiva.

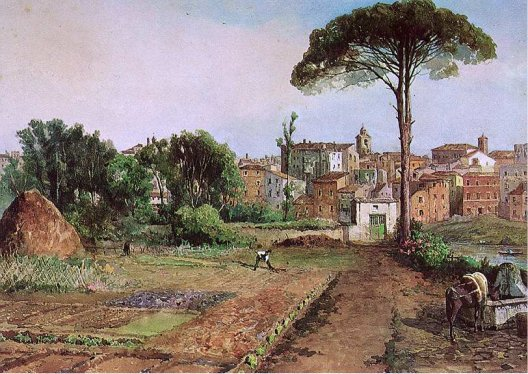
Ettore Roesler Franz, Prati di Castello

## Storia
Ettore Roesler Franz cercava di custodire, nell'area romantica dei suoi paesaggi all'acquarello, quanto più era possibile di antiche memorie romane che il piccone demolitore della Capitale ogni giorno distruggeva. Nazzareno Cipriani coglieva nei suoi acquerelli scene di genere, di costumi e di vita popolare, a Venezia e a Roma. Si incontrarono sull'identica lunghezza d'onda e nel 1875 ebbero l'idea di costituire un'associazione tra acquarellisti. Aderirono:
- Cesare Biseo,
- Vincenzo Cabianca,
- Onorato Carlandi,
- Pio Joris,
- Cesare Maccari,
- Attilio Simonetti,
- Gustavo Simoni,
- Ramon Tusquetz, spagnolo.

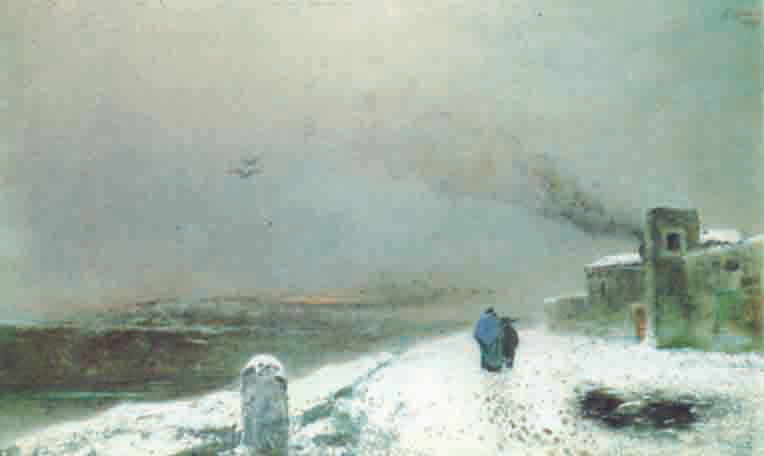
Vincenzo Cabianca, Nevi romane

Erano tutti soci fondatori e si definirono: Decem in uno, come sarà poi scritto sul regolare statuto della Società, nel 1878. Roesler Franz assunse la presidenza. Si aggiunsero in un secondo tempo, come soci effettivi:
- Giuseppe Aureli,
- Raniero Aureli,
- Alessandro Battaglia,
- Cesare Bertolla,
- Giuseppe Carosi,
- Enrico Coleman,
- Publio de Tommasi (1849-1914),

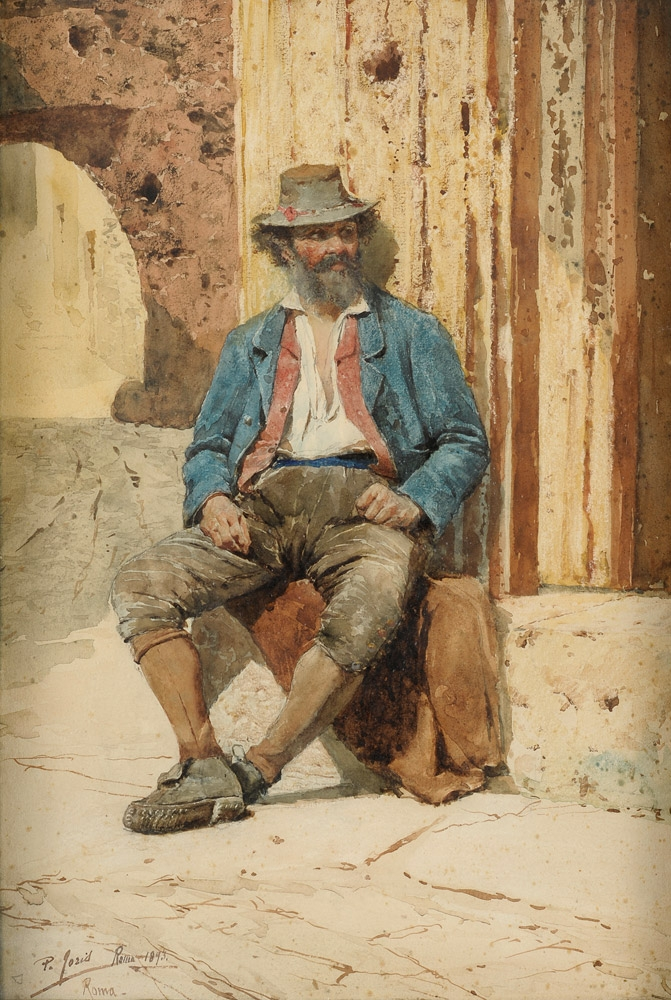
Pio Joris, Siesta, 1893

- Erulo Eroli, pittore e arazziere. Fu presidente della Associazione dal 1909 al 1911
- Pompeo Fabri,
- Filiberto Petiti,
- Edoardo Tani, fu consigliere per un periodo,
- Scipione Simoni (1853–1918) e altri.

La prima mostra della Società degli Acquarellisti romani si tenne nel 1876 nella Galleria Dovizielli, in via del Babuino 136-137.
L'iniziativa degli Acquerellisti non sfuggì al giornalismo più attento alle espressioni dell'arte e all'occhio di critici come Thomas Ashby e Luigi Bellinzoni. Nel 1887, per iniziativa di Filiberto Petiti, venne introdotta la categoria dei soci azionisti che contribuivano a sostenere finanziariamente l'iniziativa. Il numero dei soci arrivò a trenta: il massimo consentito dallo statuto.
Roesler Franz ritrasse all'acquarello l'ambiente romano non ancora toccato, la vita che pullulava sulle rive del Tevere; poi si mosse verso la campagna romana, a ritrarre alberi chini su prati stagnanti, ulivi tiburtini, villa d'Este, le sorgenti delle Acque Albule. Come tanti pittori e acquarellisti, aveva con sé una macchina fotografica, i cui scatti rappresentano per noi un valido complemento documentario alla sua arte.

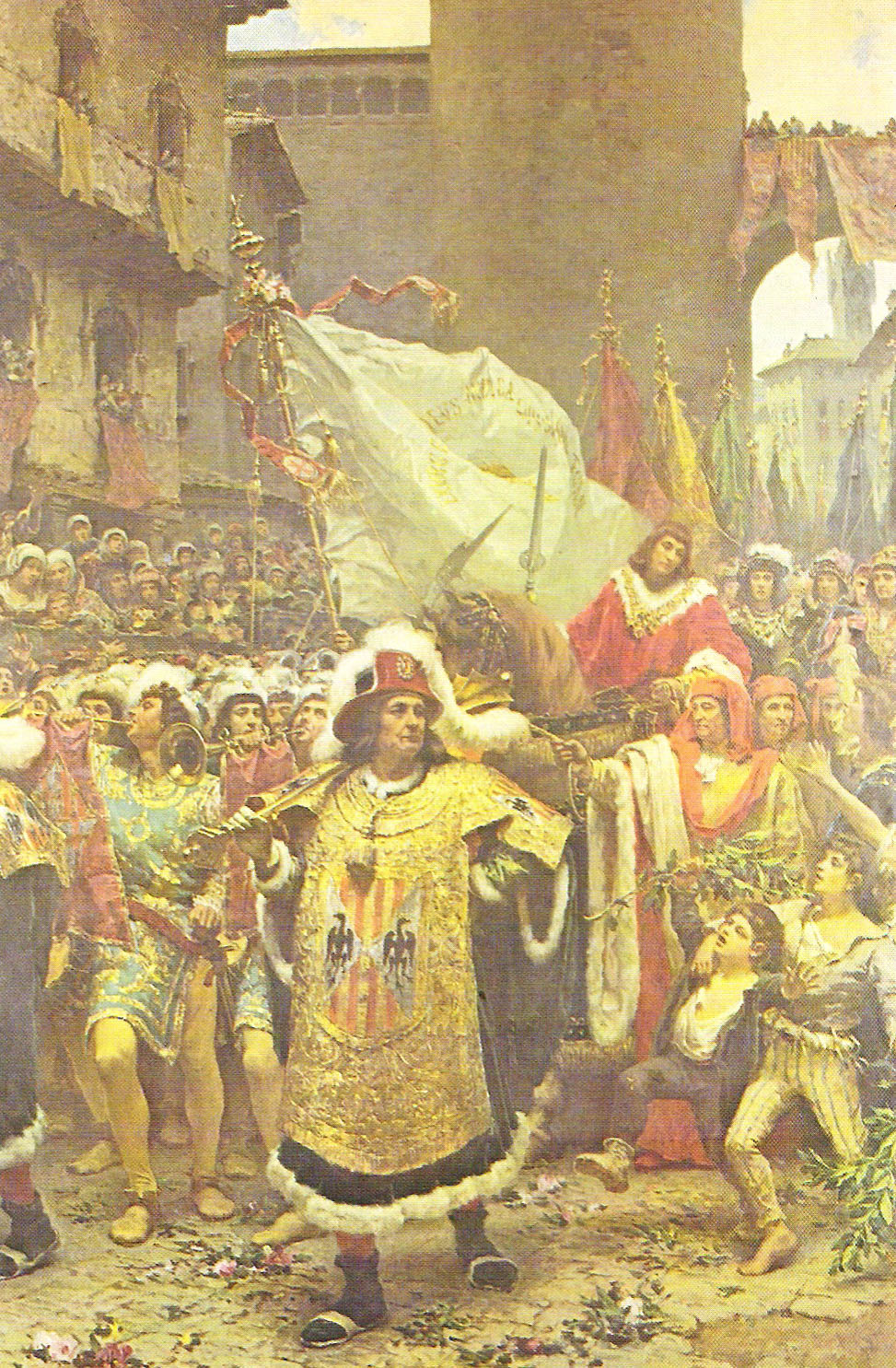
Ramon Tusquets, Entrata del Príncipe di Viana a Barcellona

Un gruppo di acquarellisti si inserì anche come protagonista in battaglie civili. Nello studio di Onorato Carlandi si trovarono un giorno, Ettore Ferrari, scultore ma anche raffinato acquarellista, lo stesso Carlandi, Roesler Franz, Joris e il sindaco di Tivoli, per stendere una richiesta ufficiale al Governo - a nome dell'Accademia di San Luca, del Circolo Artistico e della Società degli Ingegneri e Architetti - per porre un freno all'uso industriale delle Cascate di Tivoli.